# Eugnosta romanovi
Eugnosta romanovi es una especie de polilla de la tribu Cochylini, familia Tortricidae.
Fue descrita científicamente por Kennel en 1900.

## Distribución
Se encuentra en China (Xinjiang), Rusia y Tailandia.